# Toros de Costitx
Los toros de Costitx (en catalán, bous de Costitx) son tres piezas de bronce de la Cultura talayótica, datadas en torno a los siglos V y III a. C. Estas esculturas fueron encontradas en 1895 en el santuario de Son Corró, Costitx (Mallorca, España), y actualmente se exponen en el Museo Arqueológico Nacional de España (Madrid), donde llegaron después de que el propietario del terreno de Son Corró, Juan Vallespir, las vendiera al museo por 3500 pesetas.

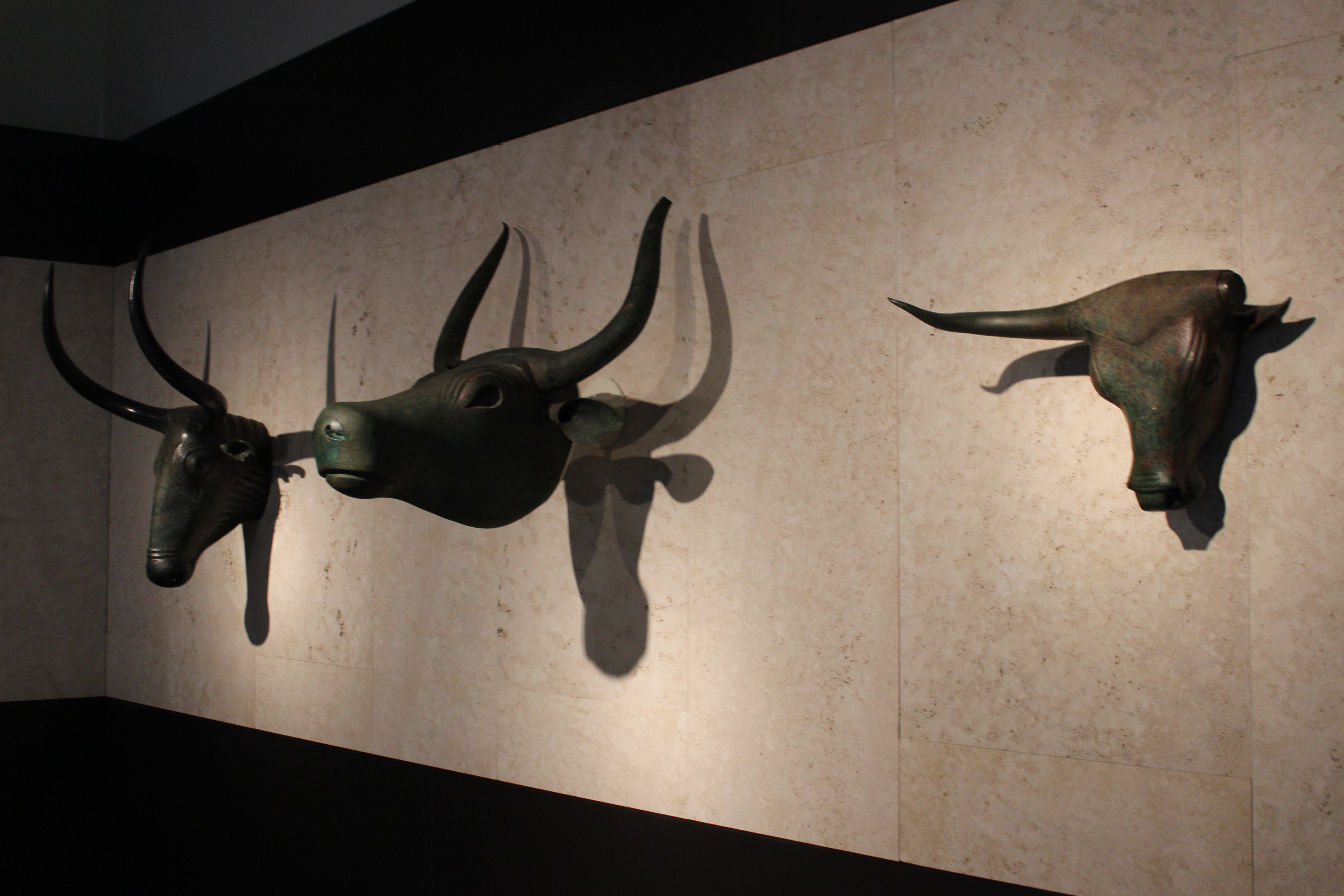
Las tres cabezas de los Toros de Costitx en el Museo Arqueológico Nacional

## El toro: culto en la religión Talayótica
En el Mediterráneo la fertilidad era un factor vital para la supervivencia, ya que estaba vinculado con la abundancia y las buenas cosechas, y por ello el toro fue admirado por su vitalidad y su fuerza, encarnando esa fortaleza, poder y virilidad para las civilizaciones de Anatolia, Mesopotamia, Egipto y toda la zona del Egeo. En la  Edad del Bronce el culto al toro ganó peso, quedando ligado a la Civilización minoica y a su forma de vida, representaciones artísticas y creencias.
Esta tradición de culto llegó a la Península con los griegos y fenicios, cobrando gran relevancia en el pueblo hispano y sus tradiciones, destacando la zona del sur y sudeste. En los templos talayóticos es habitual ver la representación de toros con distintos materiales como bronce, barro, y en ocasiones estas figuras aparecen acompañadas por una paloma, símbolo de la diosa Tanit. El toro en esta cultura simbolizaba la fuerza, la fecundidad, y se asocia con antiguos ritos astrales, siendo ejemplo de ello los restos de ofrendas y sacrificios encontrados en los lugares dedicados al culto de estos animales. En el caso del santuario de Costitx, se encontraron las tres cabezas iluminadas por lámparas de aceite, con escasa luz, y rodeadas de ofrendas.

## Descripción
Las tres cabezas están elaboradas en bronce, con el interior hueco, y destacan por su considerable tamaño, por sus prominentes morros y profundas fosas nasales.
Todas las cabezas tienen varios elementos que se han insertado en la pieza mediante pasadores y técnicas de fundición, como las orejas y las astas, siendo estas últimas muy elevadas y con una forma similar a la de una lira. Las cuencas oculares se encuentran huecas, y se sabe que en su momento estuvieron rellenas de pasta vítrea para recrear globos oculares.
El detallismo de estas piezas muestra una excelente manufactura, ya que repararon en detalles como arrugas que se pueden percibir en el hocico, cuello o papada; dando una gran sensación de naturalidad, destacando por ello la cabeza más pequeña, que incluye detalles como las venas que se observan en las orejas, el lacrimal, o incluso pestañas y pelo rizado del testuz, y que se está realizado mediante trazos de buril.

## Retorno a Mallorca
Desde Mallorca y desde Costitx se ha pedido repetidamente el retorno de las tres piezas. En abril de 2008, el senador Pere Sampol presentó una moción ante la Comisión de Cultura del Senado para solicitar la devolución. La moción fue aprobada en octubre de aquel mismo año con los votos a favor de todos los grupos parlamentarios a excepción del PSOE.

## Detalle de las tres piezas

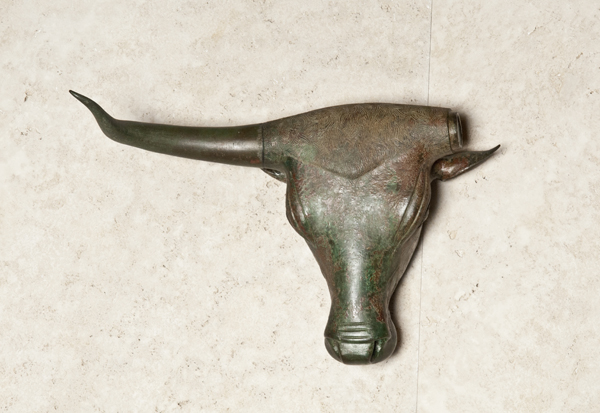
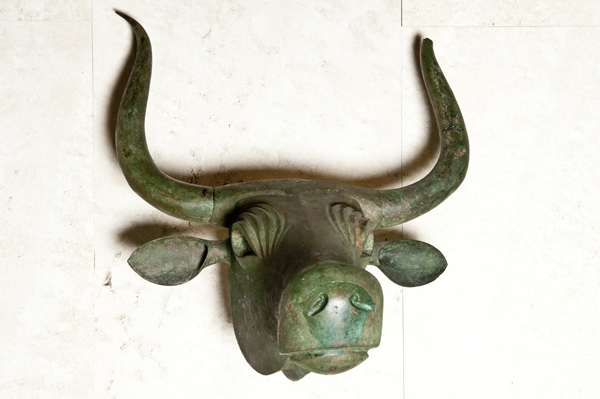
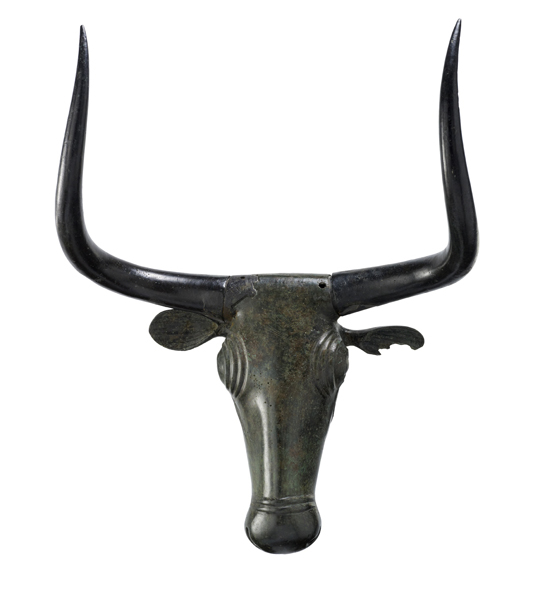